# حرمت أحبك

حرمت أحبك (وردة) 1993

حرمت أحبك  أغنية للمطربة وردة من ألحان صلاح الشرنوبي وكلمات عمر بطيشة، رئيس الإذاعة المصرية الاسبق، وصدرت عام 1993 ضمن ألبوم وردة الذي صدر عن شركة "عالم الفن" ويحمل نفس اسم الأغنية  ويتضمن 5 أغاني: حرمت احبك - انا عارفه - احنا اللي اللوم علينا – ياليل – محتاجالك. الأغنية من مقام شاهناز (اسم فارسي معناه الملكة المتوجة كثيرة الدلال) وحققت نجاحاً كبيراً، وكان يطلبها الجمهور باستمرار في حفلات وردة، حسب تعبير صحيفة اليوم السابع التي صنفتها واحدة من أهم ألحان صلاح الشرنوبي.

## خلفية الأغنية
ظهرت أغنية "بتونس بيك" للفنانة وردة عام 1992 وحققت نجاحا كبيرا واعتبرها النقاد إحدى أيقونات الغناء في التسعينيات، ورغم أنها تنتمي لنوعية الأغاني الطويلة التي كان جمهور التسعينيات قد بدأ يتركها ليتجه إلى الأغاني القصيرة ذات الإيقاع السريع. كما حققت نجاحا عندما قدمها فنانين آخرين على قمتهم نانسي عجرم، وعزفتها فرق موسيقية بتوزيعات مختلفة. قدم صلاح الشرنوبي "بتونس بيك" والأجواء المحيطة كلها تقدم الأغنية المختزلة (حسب تعبيره) المعتمدة على آلات معدودة، قدم الاوركسترا الكبير مدفوعاُ بظهور أغاني طويلة يصاحبها الاوركسترا الكبير مثل "من غير ليه" التي شاهد نجاحها الكبير. بالرغم نجاح "بتونس بيك" لكن شعبية وردة أصبحت مهددة وأصبح الجمهور عام 1992 يستمع إلى: عمرو دياب "الماضي"، محمد فؤاد "امريكا شيكا بيكا"، هشام عباس وحميد الشاعري "حلال عليك". وأصبح الطلب ملح على أغنية قصيرة.

## كلمات الأغنية
حرمت احبك ما تحبنيش
وابعد بقلبك وسيبني اعيش
ولا تشاغلني ولا تحايلني
بعد اللي قلته واللي عملته
حرمت احبك ما تحبنيش
ظلمت قلبي وتقول بريء
وسايبني وحدي وسط الطريق
عايز حياتك وذكرياتك
عشان ما تخسرش اي شيء
ولا تشاغلني ولا تحايلني
بعد اللي قلته واللي عملته
حرمت احبك ما تحبنيش
معرفش انت حبيتني ليه
ولا انت حبيتني ولا ايه
ولا انت فاكر ان انت قادر
وقلبي ملكك تحكم عليه 

## نقد وتعليقات
كتب طلعت شناعة في صحيفة "الدستور" الأردنية: "صار الاستسهال والاستهبال سمة التواصل بين الرجال والنساء أو بين الشباب والفتيات. وللأسف أفقدت هذه الوسيلة، التي أسيء استعمالها، مشاعرنا بريقها ودهشتها"، ويتابع الكاتب قائلاً: "شعرنا أن الأغنية العربية صارت تميل صوب أغنية "الفيس بوك" المختزلة والسريعة بحيث لا تحمل معنى الافتقاد أو الشوق كأساس للعلاقة بين المحبين. أذكر أغنية وردة الجزائرية أو "وردة" كما تحب أن يناديها الناس والذي كتبها الشاعر عمر بطيشة ولحنها الموسيقار صلاح الشرنوبي "حرمت أحبك" والتي أثارت جدلاً وقت ظهورها وهي تتحدث على لسان عاشقة عن حب غريب"، وأورد الكاتب كلمات الأغنية ليؤكد أن هذا الحب هو .. غريب.
بثت عبير النصراوي على موقع مونت كارلو الدولية برنامج على البودكاست عن أغنية "حرمت أحبك" تحت عنوان "يروي الفنان صلاح الشرنوبي بعض تفاصيل لقائه مع الفنانة وردة والمراحل التي مرت بها الأغنية قبل الوصول إلى النجاح والعالمية"، وجاء في برنامجها أن شهرة الأغنية جاءت من فرنسا حبث كانت تذاع في أماكن الرقص والنوادي الليلية"
كتب المؤرخ الموسيقي وجيه ندى في "دنيا الوطن" مقالة تحت عنوان "وردة الجزائرية وحرمت احبك" جاء فيها: "كانت اخر حفلاتها في بيروت 1993 غنت وتركت على حناجر الآلاف أغنيتيها الرائعتين: "بتونس بيك"، و"حرّمت أحبك" اللتين كانتا حتى قبل مجيئها الى بيروت تتردد ان في كل مجتمع، وكل بيت، وكل حارة، أيضاً مما دفع شخصيات سياسية هامة جاءت لأول مرة الى بيروت الغربية بعد سنوات الحرب، لتحضر الحفل الذي أقيم في فندق "كورال بيتش"، وتستمتع الى الأغنيتين اللتين أصبحتا الأكثر انتشاراً في كل مكان."
صرح الملحن صلاح الشرنوبي في تسجيل تلفزيوني: "بعد طرح الأغنية مكنش في أي تعليقات من الجمهور، إلى أن قدمت حفلا في فرنسا وقام المخرج فتحي عبد الستار بعمل فيديو كليب للقطات من الحفل وطرحت على قنوات التليفزيون وأصبحت "تريند" بين الشباب."

## نسخ أخرى للأغنية
قدمت هيفاء وهبي  نسختها من "حرمت احبك"، وأيضا نانسي عجرم، والتونسية نور قمر، كما ظهر صابر الرباعي يغني "حرمت احبك" في برنامج "مع منى الشاذلي". غنتها أيضاً هايدي موسى على قناة الحياة في سهرة خاصة مع الملحن صلاح الشرنوبي. غنتها أيضا التونسية آمنة فاخر، والمغربية المعتزلة منى أمرشا، والإسرائيلية  نسرين قادري، وفنان الاستعراض التونسي شمس الدين باشا  وآخرين.